# Joan Campàs i Montaner
Joan Campàs i Montaner   (Balaguer, 1950) és doctor en Història Contemporània i un destacat acadèmic català especialitzat en humanitats digitals, filosofia i cibercultura. Ha exercit com a professor a la Universitat Oberta de Catalunya (UOC) d'Història de l'Art i Humanitats, on és conegut per la seva recerca i docència en l'àmbit de l'art digital i les noves formes de creació artística a Internet. Ha estat pioner en la integració de la tecnologia en l'educació (TIC) i l'estudi de les humanitats, amb una carrera que abasta més de tres dècades.

## Formació i activitat professional
L'any 1977 es va llicenciar en Filosofia i Lletres, especialitat en Filosofia, per la Universitat de Barcelona, i l'any 1981 es va llicenciar en Història Contemporània per la mateixa universitat. Va obtenir el títol de doctor en Història Contemporània per la Universitat de Barcelona (UB) al 2005. Al llarg de la seva carrera, Campàs ha combinat la seva passió per la tecnologia i les humanitats, especialment l'art, convertint-se en un dels referents a l'Estat en l'àmbit de les humanitats digitals.

### Carrera acadèmica
Campàs va començar la seva carrera com a professor de Grec i Filosofia als Jesuïtes de Casp, després catedràtic d'història d'institut, per posteriorment passar a formar part de la UOC, on ha impartit nombroses assignatures relacionades amb la història de l'art, la cultura i la societat digital. Ha estat un dels promotors de l'ús de les TIC (Tecnologies de la Informació i la Comunicació) en l'educació, defensant la idea que la tecnologia pot enriquir i transformar el procés d'aprenentatge.

### Ponències, articulisme i recursos digitals
Campàs ha estat reconegut per la seva contribució acadèmica amb diversos premis. La seva tasca ha estat fonamental per establir les bases de les humanitats digitals com a disciplina acadèmica i per a la integració de les noves tecnologies en l'educació superior.
Ha col·laborat en mitjans de comunicació com el Periódico com a articulista i com a expert en temes relacionats amb la política, història, art, així com també en el paper de les humanitats al segle XXI. Ha fet ponències sobre art i la dona, cubisme, filosofia, entre d'altres temes. Campàs disposa d'un canal de Youtube amb més de 200 vídeos, on ofereix classes obertes sota el nom d'Humanitats Digitals, que compta amb més de 60 mil visualitzacions.

## Obra publicada
Campàs és autor de publicacions en àmbits acadèmics tant diversos com la història de l'art, la prehistòria i l'evolució humana, la neurociència aplicada a les humanitats, la iconografia religiosa, l'art digital, i l'impacte de les noves tecnologies en la societat i l'educació. Pel que fa a llibres, segons la Biblioteca Nacional d'Espanya, ha publicat 17 obres i ha participat en un total de més de 40. Entre les seves publicacions, cal destacar els següents llibres:
- Curs d'Història de les Civilitzacions. Serpa, 1980.
- Els orígens nacionals. L'Alta Edat Mitjana (segles VIII-XI). Barcanova, 1991.
- La creació d'un estat feudal: l'Alta edat mitjana (segles XI-XIII). Barcanova, 1992.
- L'art modernista: una visió històrica. Barcanova, 1993.
- L'art gòtic. Disseny Editorial de Catalunya, 1994.
- L'art romànic. Disseny Editorial de Catalunya, 1994.
- El hábitat. Octaedro, 1995
- L'art en pantalla (2 volums). Edicions UIB, 2006. ISBN 978-84-7632-964-1.
- L'hipertext. Editorial UOC, 2005. ISBN 978-84-9788-338-2.
- Els Hackers. Editorial UOC, 2012. ISBN 978-84-9788-563-8.
- Introducció a la història de l'art. UOC, 2015.
- Art digital. Suport teòric, FUOC, 2018.
- Art digital i de la postmodernitat. Instal·lacions interactives, FUOC, 2018.
- Art digital i de la postmodernitat: el Net.art, FUOC, 2018.